# L'educazione sentimentale
L'educazione sentimentale  (titolo originale L’Éducation sentimentale, histoire d’un jeune homme) è un romanzo di Gustave Flaubert, scritto  a partire dal settembre 1864 e concluso il mattino del 16 maggio 1869. Pubblicato il 17 novembre 1869 a Parigi da Michel Lévy frères, è suddiviso in tre parti, delle quali le prime due contano sei capitoli ciascuna, mentre l'ultima sette.
Il libro narra la storia amorosa di un giovane uomo di provincia che s'innamora perdutamente di una donna sposata più grande di lui, ambientato fra la Rivoluzione francese del 1848 e la fondazione del Secondo Impero di Napoleone III, un tempo quindi di instabilità politica e barricate. Il protagonista, Frédéric Moreau, arde di passione ma vede le proprie attese spesso deluse, il proprio patrimonio emotivo scialacquato senza gioia, provando l'amara sensazione di esser stato spettatore di sé stesso. Descritto con toni tra l'ironico e il pessimista, il giovane osserva le proprie aspettative infrangersi.
Nel progetto originario del romanzo, l'autore prevedeva un lavoro a metà strada fra il romanzo sentimentale e quello dei costumi parigini, per fornire al lettore un quadro sulla storia morale della sua generazione.
Al suo apparire, l'opera ottenne critiche negative — ad esempio da Henry James — ed elogi, da George Sand ed Émile Zola. Benché il successo del libro sia stato tardivo, nel XX secolo divenne un libro di riferimento dei romanzieri, a partire da Marcel Proust: oggi la critica lo inserisce di diritto tra gli esempi più convincenti del romanzo ottocentesco, sottolineandone lo stile fluido e le innovazioni narrative e grammaticali che lo hanno contraddistinto.
Flaubert redasse, tra il 1843 e il 1845, una prima versione del romanzo col medesimo titolo, pubblicato postumo tra il dicembre 1900 e il 1901, ma con una trama diversa.

## Trama
Sul battello per tornare a casa, terminati gli studi liceali, Frédéric Moreau fa la conoscenza di un mercante d'arte e faccendiere sui quarant'anni: Jacques Arnoux.
Quest'ultimo è accompagnato dalla moglie Marie, della quale Frédéric si innamora follemente. Ma le circostanze non permettono rapporti di alcun genere, così il giovane giunge afflitto alla dimora di famiglia, dove lo aspetta la madre vedova.
Più tardi torna a Parigi, dove si iscrive alla facoltà di giurisprudenza conseguendo la laurea sia pure con difficoltà a causa dello scarso interesse nei confronti delle materie. In questa grande città conoscerà giovani rivoluzionari e approfondirà la conoscenza del signor Arnoux, per incontrare di nuovo l'amata. Le risorse economiche terminano presto e Frédéric abbandona Parigi, dove viveva con il suo migliore amico, Deslauriers.
Fa ritorno poco dopo grazie all'eredità di uno zio, che gli permette di riconciliarsi con la borghesia parigina. Incontra a una festa una donna di facili costumi e piena di debiti, Rosanette, sovente indicata col soprannome "la Marescialla", di cui si innamora, ma nel frattempo riesce anche a dichiararsi alla signora Arnoux, scoprendo che i suoi sentimenti sono ricambiati.
Il ragazzo vive l'incombente rivoluzione anti-monarchica assai indeciso su quale dei due amori coltivare. Frédéric avrà un figlio da Rosanette, che morirà di stenti e malattia dopo poche settimane, e non riuscendo a ricevere dalla signora Arnoux altro che pomeriggi passati a conversare, diventa poco per volta l'amante della ricca signora Dambreuse, moglie di un finanziere di nobili origini.
Alla morte di quest'ultimo, Frédéric si immagina già milionario, ma in realtà l'eredità del marito si scopre essere a favore della figlioccia: la signora Dambreuse potrà disporre esclusivamente del palazzo del marito e di ciò che ella aveva di proprio. A seguito di intrighi e ripicche amorose, la signora Dambreuse avanza una richiesta di vendita fallimentare all'asta dei beni appartenuti alla famiglia Arnoux: in tale occasione la vedova del banchiere offende platealmente il ricordo che Frédéric conserva della signora Arnoux, caduta in miseria a causa del fallimento economico del marito. Frédéric abbandona la ricca signora e Parigi. Viaggerà.
Molti anni dopo, a Parigi rincontrerà la signora Arnoux, che gli confesserà di essersi pentita di non aver proseguito la loro relazione, e gli lascerà in ricordo una ciocca di capelli. Infine si ritroverà con l'amico Deslauriers, ed entrambi ammetteranno il loro insuccesso nella vita.

## Traduzioni in italiano
La traduzione di Lalla Romano è stata indicata come «libera e creativa» da Remo Ceserani, mentre quella di Giovanni Bogliolo «ha cercato di aderire più strettamente al testo». Ceserani commenta come il termine étourdissement  è stato reso da alcuni traduttori: incanto da Lalla Romano, stordimento da Marina Balatti e Bogliolo, vertigine da Giuseppe Pallavicini Caffarelli. Ceserani reputa brillante la scelta di Pallavicini Caffarelli.
- Amori di un giovanotto. (L'Educazione sentimentale), traduzione di Gaetano Giacomantonio, prefazione di M. Macchia, Collezione dei grandi autori, Napoli, Bideri, 1916.
- L'educazione sentimentale, traduzione di Orsola Nemi, Collana La Gaia Scienza n.1, Milano, Longanesi Editore, 1942. - in Romanzi, racconti e Teatro (1869-1880), A cura di Renato Prinzhofer e Silvio Giovaninetti, Milano, Ugo Mursia Editore, 1961.
- L'Educazione sentimentale. Storia d'un giovane, traduzione di Beniamino Dal Fabbro, Collana Narratori stranieri tradotti n.27, Torino, Einaudi, 1944. - Collana BMM, Mondadori, 1954; Nota introduttiva di Vladimiro Cajoli, Collana Gli struzzi n.60, Einaudi, 1974-1980.
- L'educazione sentimentale. Storia di un giovane, traduzione di Piero Bianconi, BUR n.1996-1200, Milano, Rizzoli, 1957. - Introduzione e note di Edouard Maynial, I Classici, BUR, 1979.
- L'Educazione sentimentale. Storia di un giovane, traduzione di Vladimiro Cajoli, Collana I classici azzurri, Roma, Cremonese, 1958. - Milano, Club degli Editori, 1961; Gulliver, 1995; Collana La Biblioteca Ideale Tascabile, Opportunity Book, 1995.
- L'educazione sentimentale, traduzione di Marga Vidusso Feriani, Gherardo Casini Editore, 1966. - Casa Editrice Barbèra.
- L'educazione sentimentale, traduzione di Giovanni Raboni, Collana I grandi libri n.68, Milano, Garzanti, 1966. - Aldo Palazzi Editore, 1966.
- L'educazione sentimentale, traduzione di Claudio Rendina, Roma, Newton [Compton], 1972.
- La prima educazione sentimentale, a cura di Ferdinando Bruno, Collana Oscar Classici, Milano, Mondadori, 1982. - Collana I capolavori della narrativa moderna, Mondadori, 1984.
- L'educazione sentimentale, traduzione di Lalla Romano, Collana Scrittori tradotti da scrittori, Torino, Einaudi, 1984.
- L'educazione sentimentale, traduzione di Marina Balatti, Introduzione di Stefano Agosti, Collana UEF. I Classici, Milano, Feltrinelli, 1992.
- L'educazione sentimentale, traduzione di Giuseppe Pallavicini Caffarelli, Collana Oscar, Milano, Mondadori, 1993.
- L'educazione sentimentale, traduzione di e cura di Jean Paul Pierozzi, Collana Ennesima, Guaraldi, 1995.
- in  Opere, traduzione di Giovanni Bogliolo, Collana I Meridiani, Milano, Mondadori, 2000.